# Primatologia
A primatologia é a ciência que estuda a ordem dos primatas, o que inclui a infra-ordem Simiiformes que geralmente são denominados por macacos antropóides,  os hominídeos incluídos na superfamília Hominoidea e a infra-ordem dos pró-símios.
É uma disciplina com várias vertentes. Há primatólogos na área da biologia, antropologia, psicologia, entre outras. Está intimamente relacionada com a antropologia física que não é mais que o estudo do gênero Homo, especialmente do Homo sapiens. Segundo verbete da Enciclopédia Britânica a antropologia física é ramo da antropologia que estuda a origem, evolução e diversidade de pessoas basicamente com três grandes grupos de problemas: evolução humana e dos primata não-humanos, variação da espécie humana e seu significado, e as bases biológicas do comportamento humano.

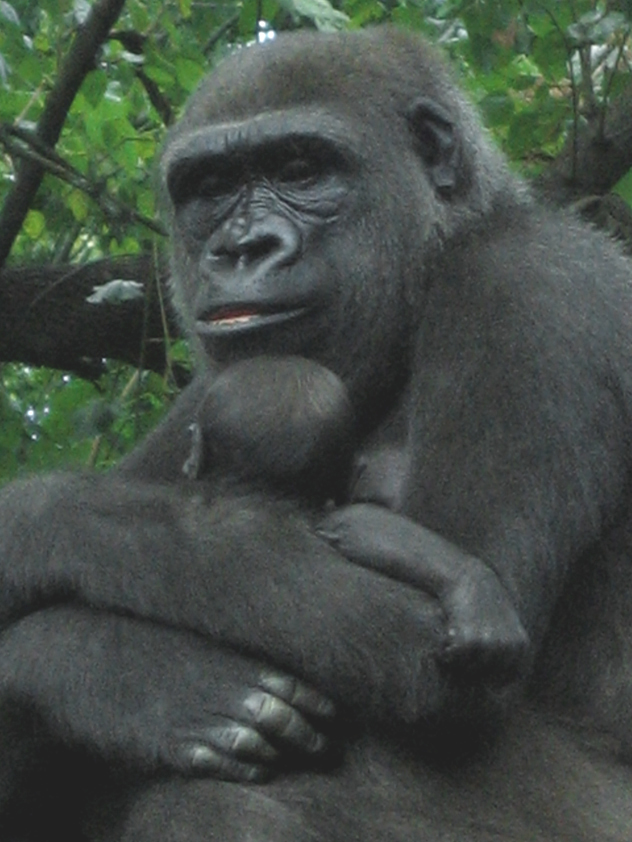
Mãe Gorilla, Bronx Zoo.

Para Joseph M. Erwin primatologista e professor de antropologia da Columbian College of Arts and Sciences da Universidade George Washington a primatologia ou o estudo científico de primatas, não pode ser reduzida nem a um ramo da zoologia ou mastozoologia, assim como a antropologia não é exatamente um ramo da primatologia.

## Interfaces com outras disciplinas

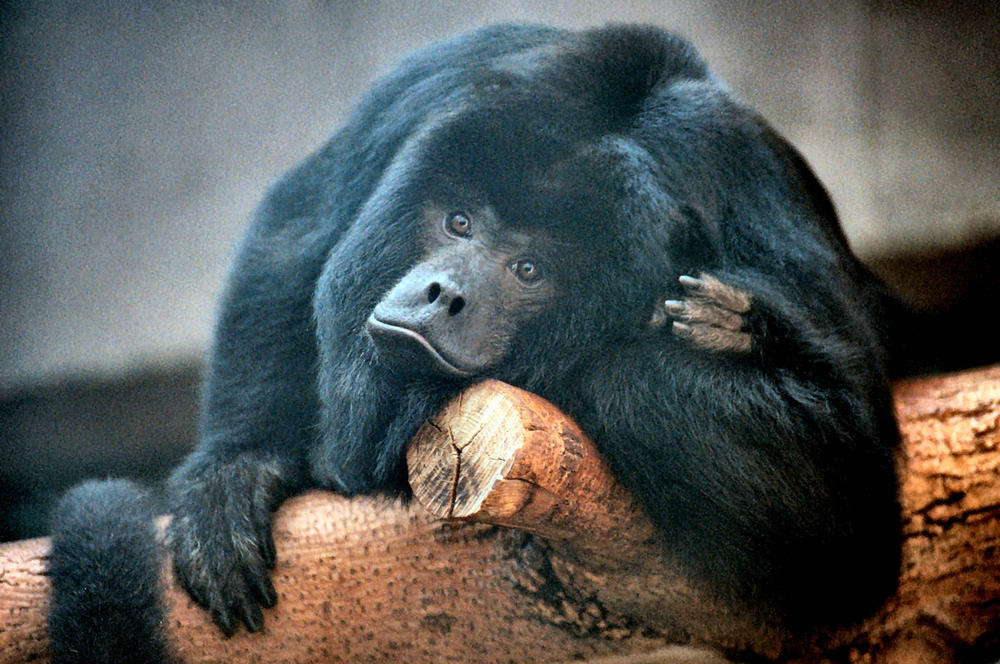
Alouatta Macaco Gritador

Entre os interesses no estudo da primatologia estão os das ciências da saúde: fisiologia, patologia clínica, genética, imunologia e especialmente epidemiologia das zoonoses. Além do vírus da raiva (Rhabidovírus), uma das mais antigas zoonoses conhecidas e comum a diversos mamíferos, incluindo o cão doméstico. Pelo menos duas famílias de vírus atraíram o foco das atenções para os primatas o grupo dos Lentivírus (Retroviridae) onde se originou o HIV (Vírus da Imunodeficiência Humana) e a família dos Flavivírus (Togaviridae) que reúne os agentes da febre amarela e dengue.
Nas ciências comportamento destacam-se os estudos sobre linguagem, aprendizagem e etologia em especial o comportamento sexual e agressivo, também descrito como instintivo. Entre os estudos clássicos da psicologia incluem-se "A inteligência dos antropóides" de Wolfgang Kölher (1887-1967), um dos criadores da psicologia da gestalt e, sobre o comportamento materno, o "Estudo do amor em filhotes de macaco" de Harry Harlow sem esquecer dos trabalhos de Charles Darwin (1809-1882): "A Descendência do Homem" (1871) e "A Expressão das Emoções no Homem e nos Animais" (1872) que deram novo rumo a essa disciplina científica com a Teoria da evolução.

## Primatologistas

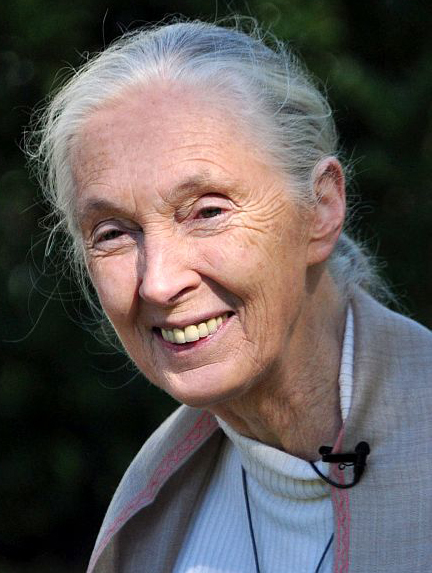
Jane Goodall em outubro de 2010.

- Jane Goodall (1934) - Jane Goodal Institute
- Dian Fossey (1932-1985) - Dian Fossey Gorilla Fund
- Birutė Galdikas (1946) - President Orangutan org
- Colin Groves - The Colin Groves pages
- Dawn Prince-Hughes (1964)
- Karen Strier - Projeto Muriqui
- Frans de Waal (1948)
- Sherwood Washburn (1911–2000)
- Robert M. Yerkes (1876 - 1956)-  Yerkes National Primate Research Center of Emory University

## A ordem dos primatas
As principais características dos primatas são as formas das mãos e dos pés. Eles têm cinco dedos, sem garras e com os polegares, e os dedos grandes dos pés oponíveis (opostos) aos outros dedos - próprios para subir em árvores, segurar e manipular alimentos ou objetos.
Outra característica importante dos primatas é o desenvolvimento dos órgãos dos sentidos, especialmente a visão. Os primatas diferenciam as cores e localizam as coisas em três dimensões. O sentido que predomina na maioria dos outros animais é o olfato. Há quase um consenso de que os primatas têm a inteligência e o sistema nervoso mais complexos entre os animais e que essa complexidade seria a maior no cérebro humano.
A classificação dos primatas é controversa, e tem passado por sucessivas revisões. Mantém-se a grande divisão da ordem entre prosímios (prosimii) atualmente denominados Strepsirrhini, excluindo-se destes os  Tarsiiformes e, como referido, o grupo que abrange os antropoides (antropoidea) o grupo que inclui a forma humana (antropoide) nos macacos do novo mundo (Platyrrhina) e do velho continente (Catarrhini) diferenciados, entre outras características, a partir do formato das narinas em relação ao septo nasal, incluindo  os hominidae, além do grupo que inclui os humanos ou hominoidea.
O diagrama abaixo mostra uma das classificações aceita dos primatas, baseado na cladística e na ancestralidade comum na definição dos grupos.
| No cladogram specified! |

## Estudo do comportamento

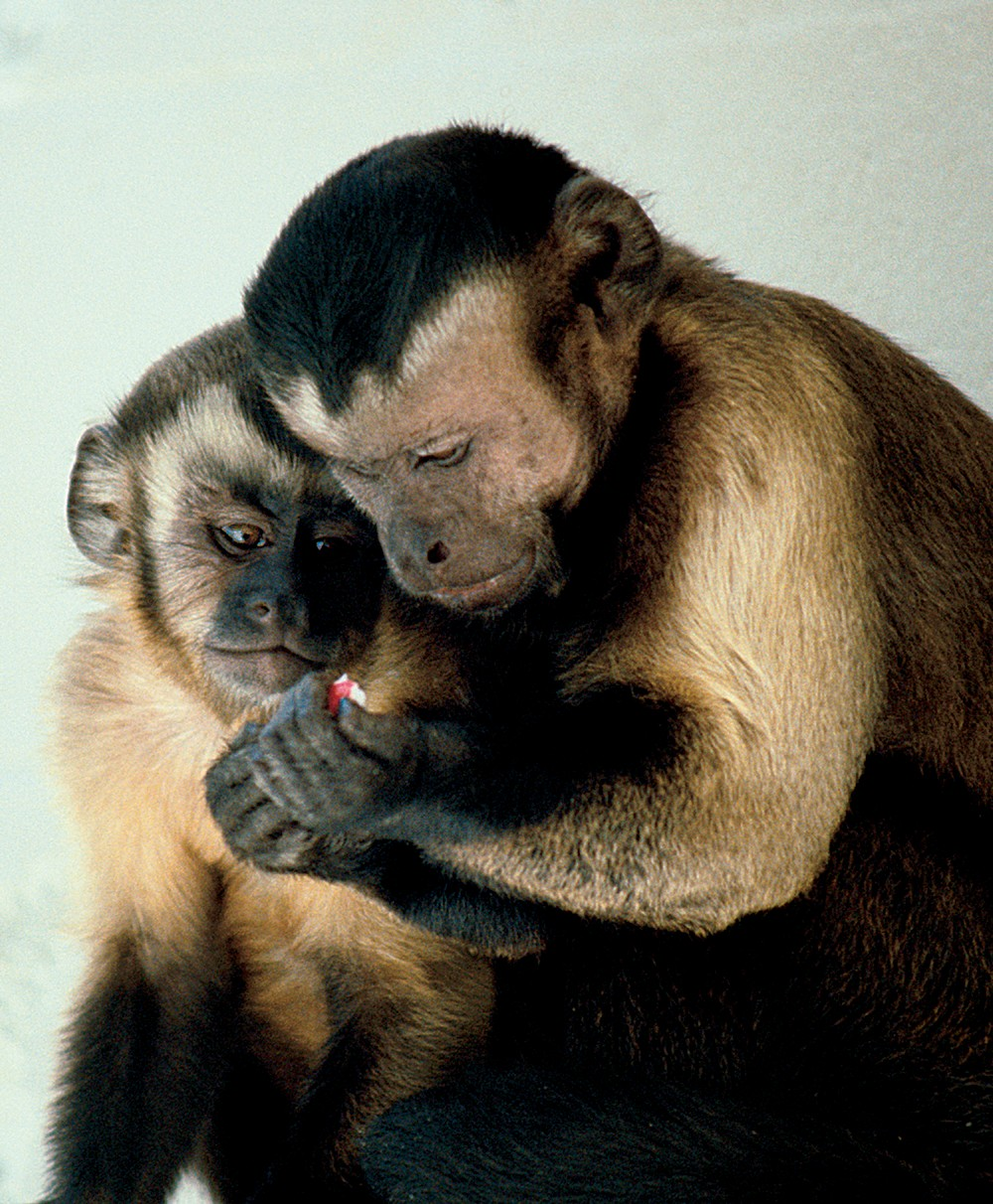
Macaco-prego ou capuchinho "Sapajus apella" compartilhando alimento

Os comportamentos são padrões de ação no tempo, portanto qualquer investigação de comportamento se ocupará de sequencias, apesar de que nem sempre é possível ver identificar diferenças nos caracteres corporais.  Para Eibl-Eibesfeldt Quando um etólogo observa uma animal em uma atividade determinada, pergunta porque este animal se comportará de tal forma e não de outra ? Com esta pergunta sobre a adaptação e função específica do comportamento busca suas respostas na ecologia, filogenia, fisiologia do comportamento, com o devido cuidado com interpretações decorrentes da subjetividade do pesquisador..
As técnicas de observação sistemática não são novas foram usadas cientificamente no comportamento do homem e de outros animais pelo menos desde Darwin (1872)  observação direta do comportamento livre do organismo é o “método por excelência” inclusive aplicável ao entendimento do comportamento humano com seus “problemas” psicológicos.
O programa ideal para o estudo do comportamento animal requer a coordenação entre  trabalho de campo e pesquisa de laboratório como já preconizava o etólogo George B. Schaller (1933) A moderna tecnologia já possibilita notáveis formas de registrar a observação de campo (computadores de mão, sensoriamento remoto; "rádio-tracking" e mapeamento por GPS) que devem ser integrados com as análises de laboratório de genética, endocrinologia e métodos não invasivos de investigação da ecologia alimentar integradas inclusive com informações provenientes de pesquisa em etnoprimatologia e mesmo de observações em cativeiro (idealmente feito no local do habitat do animal)  a exemplo dos progressos de compreensão da espécie do aie-aie (Daubentonia madagascariensis) por este método.
Setchell e Curtis destacam ainda a urgência das tarefas de conservação das espécies ameaçadas de primatas citando dados da IUCN (2008) que calcula que 48% das espécies de primatas estão ameaçadas e os dados disponíveis são insuficientes para avaliar o estado de mais de 15% das espécies.
Observe-se também a necessidade de estudos de longo prazo para confecção dos etogramas Albuquerque e Codenotti por exemplo descreveram 44 categorias comportamentais observados em um grupo de bugios pretos (Alouatta caraya) dentro das classes de: manutenção, interação social, comportamento agonístico, comportamento reprodutivo e cuidado parental comportamentos  correlacionáveis entre si e com uma flutuação ao longo das estações do ano.

## Primatologia no Brasil
O Brasil, que já foi chamado país dos macacos, é o país que abriga a maior variedade de espécies, segundo Coimbra Filho ocorrem cerca de 16 gêneros e pelo menos 44 espécies. Contudo a primatologia, aqui, ainda  é uma área muito pouca conhecida. Uma área onde não há um curso especializado. Para ser primatólogo é preciso se formar por conta própria e ter vontades próprias.
Algumas universidades mantêm biotério com primatas e incluem o conteúdo dessa disciplina na especialização em zoologia ou ecologia principalmente, a exemplo de: Minas Gerais, UEMG Ciência Ambientais; Rio Grande do Sul (PUCRS) Zoologia; Paraná (UFPr) Zoologia; São Paulo USP, USP Ribeirão Preto, cursos de Biologia, Psicologia Experimental e Mestrados de Ecologia e Psicobiologia e Rio De Janeiro (FIOCRUZ) Biologia Celular e Molecular. Mais informações sobre a localização dos especialistas em primatologia no Brasil podem ser obtidas no site da Sociedade Brasileira de Primatologia
A Sociedade Brasileira de Primatologia (SBPr) foi fundada 1979, associada ao Simpósio sobre "Genética Comparada de Primatas Brasileiros" patrocinado pela Sociedade Brasileira de Genética e promovido pelo Laboratório de Genética Médica da Universidade de São Paulo e pela seção de Genética do Instituto Butantã, São Paulo. Desde então, a SBPr organizou 11 Congressos Brasileiros de Primatologia, sobre os quais existem Anais Publicados com artigos apresentados organizados sob o Título A Primatologia no Brasil de 1 a 11 ver na SBPr
No período de 1983 a 1989, o Prof. Milton Thiago de Mello organizou seis Cursos de Especialização em Primatologia versando sobre diferentes especialidades abordando principalmente aspectos da Conservação e Manejo e Criação em cativeiro além Taxonomia e Genética.
O controle das reservas biológicas que abrigam primatas e controle das práticas de criação comercial para experimentação científica, uso doméstico e em empresas de entretenimento é controlado por legislação específica sobre a Fauna através do IBAMA ou CPB Centro Nacional de Pesquisa e Conservação de Primatas Brasileiros
O Instituto Brasileiro do Meio Ambiente e dos Recursos Naturais  Renováveis IBAMA é também o responsável pela publicação da  Lista Oficial   de animais ameaçados de extinção, que é elaborada em conjunto com comitês e grupos de trabalho de cientistas especializados em cada grupo animal. O Brasil possui 69 espécies de mamíferos na Lista Oficial de animais ameaçados de extinção (2003) incluindo 26 primatas.
Merece destaque ainda no Brasil o Centro Nacional de Primatas, localizado em Ananindeua (PA), é o maior centro de Primatologia da América Latina e um dos 10 maiores do mundo. Foi criado a partir de um convênio entre o Ministério da Saúde, Ministério da Agricultura, a Organização Pan-americana da Saúde e Organização Mundial da Saúde em março de 1978.

## Primatologia em Portugal
As áreas de estudo da Primatologia definidas Associação Portuguesa de Primatologia – APP refletem os caminhos da primatologia na terra mãe da nossa língua portuguesa. Segundo critérios dessa associação o campo interdisciplinar da Primatologia abrange desde o estudo do comportamento social (estrutura e organização social) à transmissão e disseminação de proto-culturas, os papéis sociais, às estratégias adaptativas, à relação progenitora-cria e ao desenvolvimento e socialização, ao conflito e às estratégias de reconciliação, à estrutura cognitiva e suas capacidades, à sócio-ecologia, ao patrimônio natural, aos projectos de desenvolvimento e conservação de espécies em habitat natural. Quanto à conservação aborda os impactos do ecoturismo e o bem-estar físico e psicológico dos primatas em cativeiro, estudando simultaneamente à genética, morfologia e osteologia e evolução dos primatas.
A APP foi criada em 2004, afiliada à European Federation of Primatology (EFP) e a International Primatological Society (IPS), tem como objetivo para a promoção, desenvolvimento e divulgação da investigação no domínio da Primatologia  (Primatas contemporâneos e extintos). Inclui entre seus associados investigadores de áreas diversas como a Antropologia (cultural e biológica), a Biologia, a Psicologia, a Medicina-Veterinária, a Sociologia, a Genética, a Ecologia, etc.
Em Portugal vem desenvolvendo-se o Curso de Pós-graduação em Primatologia e Comportamento Animal da Universidade Autónoma de Lisboa[ligação inativa] juntamente com a Universidade Autónoma Veracruzana no México, contando inclusive com apoio da APP, aborda  os aspectos básicos para o entendimento da primatologia e da biologia do comportamento estudando os animais em situação de habitat natural, seminatural e cativeiro.

## Primatologia em Angola
Uma das preocupações dos médicos e primatologistas de Angola são os surtos de febre hemorrágica do vírus Ebola / Marburg (Filoviridae) que atinge homens e primatas como chimpanzés gorilas e o macaco verde. Ao contrário da SIDA esta infecção adquire a forma epidêmica e mais agressiva nos primatas não humanos. A fragilização biológica das populações de primatas por degradação ambiental e redução da variabilidade genética as tornam mais susceptíveis a tais agravos.
As Zonas de Proteção Integral da Natureza em Angola ocupam, 82.000 km², em 13 unidades, que correspondem a 6,6 % da superfície do país, distribuídos por 6 Parques Nacionais. Se considerarmos também 18 Reservas Florestais e diversas coutadas, encontra-se 188.650Km². Entre estas destacam-se a presença de primatas nas savanas do Parque Regional da Cimalavera, Reserva Búfalo (habitat do Mandril - Papio ursinus). O IDF (Instituto de Desenvolvimento Florestal de Angola) tem estudado, inclusive com participação do governo brasileiro (IBAMA), a criação de  áreas específicas para os de Grandes Primatas que podem ser encontrados em Angola, na Província de Cabinda e talvez em suas províncias do nordeste, onde ainda se vê chimpanzés, gorilas e possivelmente bonobos em vida livre.
De acordo com as “Notícias do Angola” do Projeto GAP um chimpanzé bebé é comercializado em Angola pela irrisória quantia de mil dólares americanos (1.000 USD), podendo atingir no mercado (externo) ilegal de animais 50 a 100 mil dólares para chimpanzés comuns e 150 a 200 mil dólares no caso dos bonobos. Aliás, é o alto valor que estes animais atingem no mercado e a sua importância para pesquisa científica que torna crescente o interesse pela primatologia, apesar de ter sido esta uma das mais importantes causas do seu infortúnio juntamente com a destruição dos ecossistemas naturais.
Não há cursos específicos de Primatologia em nível de mestrado o conteúdo desta disciplina científica é abordado na formação do biólogo, médico veterinário, psicólogo e antropólogo como por exemplo oferecidos pela Universidade Agostinho Neto em suas Unidades Orgânicas (Faculdades, Institutos e Escolas Superiores) a exemplo de Na Faculdade de Ciências (Luanda) e Instituto Superior de Ciências de Educação (Lubango) nos cursos de  Licenciatura em: Biologia; Faculdade de Ciências Agrárias (Huambo) Licenciatura em: Medicina Veterinária; Zootecnia ou na Faculdade de Letras e Ciências Sociais (Luanda) Licenciatura em: Psicologia e Antropologia e para formar docentes com o nível  de Bacharelato  (3 anos) em Biologia a Escola Superior Pedagógica da Lunda Norte, Kwanza Norte; sem fugir a regra do esforço próprio é possível apresentar uma tese no Mestrado em Ensino das Ciências (Huíla)

## Primatologia em Moçambique
Moçambique é um território com 799 388 km² de superfície e uma costa com 2770 km de comprimento, face ao Oceano Índico em frente à "ilha dos Lêmures" (Madagascar), e apresenta uma grande variedade de "habitats" e ecossistemas, tanto terrestres como marinhos.
Segundo dados do governo existem primatas mencionados como atrativos na Reserva de Pomene, uma área de conservação com cerca de 200 km² no distrito de Massinga) e nos 2100 km² da Reserva parcial de Caça do Gilé na Província da Zambézia, que apresenta uma exuberante fauna constituída por cerca 59 espécies de mamíferos onde se incluem o macaco cão amarelo, macaco de cara azul e gálagos.
Os gálagos, primatas prossímios, lorisídeos, de hábitos noturnos são conhecidos em Moçambique por "jagras", onde se registram quatro espécies:  jagra gigante, jagra do Senegal (Galago senegalensis), jagra de Grant (Galago senegalensis granti) e ainda a que é conhecida por "macaco noturno" (Galago moholi).
Entre os primatas, registram-se ainda o macaco-cão amarelo e o cinzento do gênero Papio, os macacos-simango, de cor acastanhada e o macaco-de-cara-preta, de cor cinzenta (Cercopithecus).
Neste país, a Primatologia não foge à regra da ausência de cursos especializados, mas há perspectivas do seu início. Recentemente, realizou-se um convênio com a Universidade de Aveiro em Portugal para recuperação do Parque Nacional da Gorongosa, em parceria com a Fundação Carr, sendo esta a primeira instituição universitária europeia a assinar um protocolo de cooperação científica nesta área. O Parque Nacional da Gorongosa/Fundação Carr prevê também assinar acordos de cooperação com a Universidade do Zimbabwe, Universidades de Pretória e da Cidade do Cabo (África do Sul) e com o Centro para a Ciência da Floresta Tropical, do Instituto Smithsonian. O conflito armado pós-independência de mais de uma década e o vazio institucional que se prolongou mesmo depois da assinatura dos acordos de paz em 1992, conduziram à destruição de mais de 98% dos grandes mamíferos que ali habitavam.